# Мрій про мене
«Мрій про мене» — реміксовий альбом української співачки Ані Лорак.

## Список пісень
1. «Мрій про мене»
2. «Поцілуй»
3. «Не забувай»
4. «Зеркала»
5. «Радуга»
6. «Вибирай»
7. «Я же говорила»
8. «Полуднева спека»
9. «Нежность»